# Frantix
Frantix est un jeu vidéo de réflexion développé par Killer Game et sorti sur PlayStation Portable en 2005,.
Frantix propose environ 150 niveaux totalement (ou presque) différents à passer dans un temps imparti. Le niveau le plus court tient en 12 secondes, et le plus long doit faire 3 minutes. L'un des reproches que l'on peut lui faire, c'est l'impossibilité d'accéder à tous les niveaux dès le début. Débloquer les niveaux au fur et à mesure requiert une bonne dose de réflexion mais pas seulement : pousser des caisses, appuyer sur des boutons (certains bien cachés), éviter les ennemis, courir très vite, marcher sur de la lave... etc.